# Sortosville-en-Beaumont
Sortosville-en-Beaumont – miejscowość i gmina we Francji, w regionie Normandia, w departamencie Manche.
Według danych na rok 1990 gminę zamieszkiwało 317 osób, a gęstość zaludnienia wynosiła 31 osób/km² (wśród 1815 gmin Dolnej Normandii Sortosville-en-Beaumont plasuje się na 579. miejscu pod względem liczby ludności, natomiast pod względem powierzchni na miejscu 491.).